# ショックウェーブ〜歴史的衝撃映像〜
『ショックウェーブ～歴史的衝撃映像～』（原題：Shockwave）とは2007年に11月30日にヒストリーで初公開されたアメリカのドキュメンタリー番組である。メディアで大きく報じられた事件について、映像と目撃者の証言を取り交ぜながら、事件の真相について視聴者を啓蒙しようとする内容である。
この番組はユナイテッド航空232便不時着事故、フォレスタルの火災、キルドーザー事件、フッド山ハイキング事件、多くの死者を出したラムシュタイン航空ショー墜落事故、ペプコン大爆発を描写している。
番組が事件描写のために使った手法にはたとえば以下のものがある。
- ビデオ映像
- 写真
- 出来事の3Dレンダリング（Computer Generated Imagery）
- 目撃者の話（証言/インタビュー）
- 当事者の話（インタビュー）

いずれのエピソードも通常は3～6つのストーリー（つまり事件）で構成される。それぞれについて、事件を目撃したり直接に関与した人々がインタビューされたり、事件のビデオ映像や写真が示されたり、事件の3Dレンダリングが示されたりする。